# Michel Étienne Descourtilz

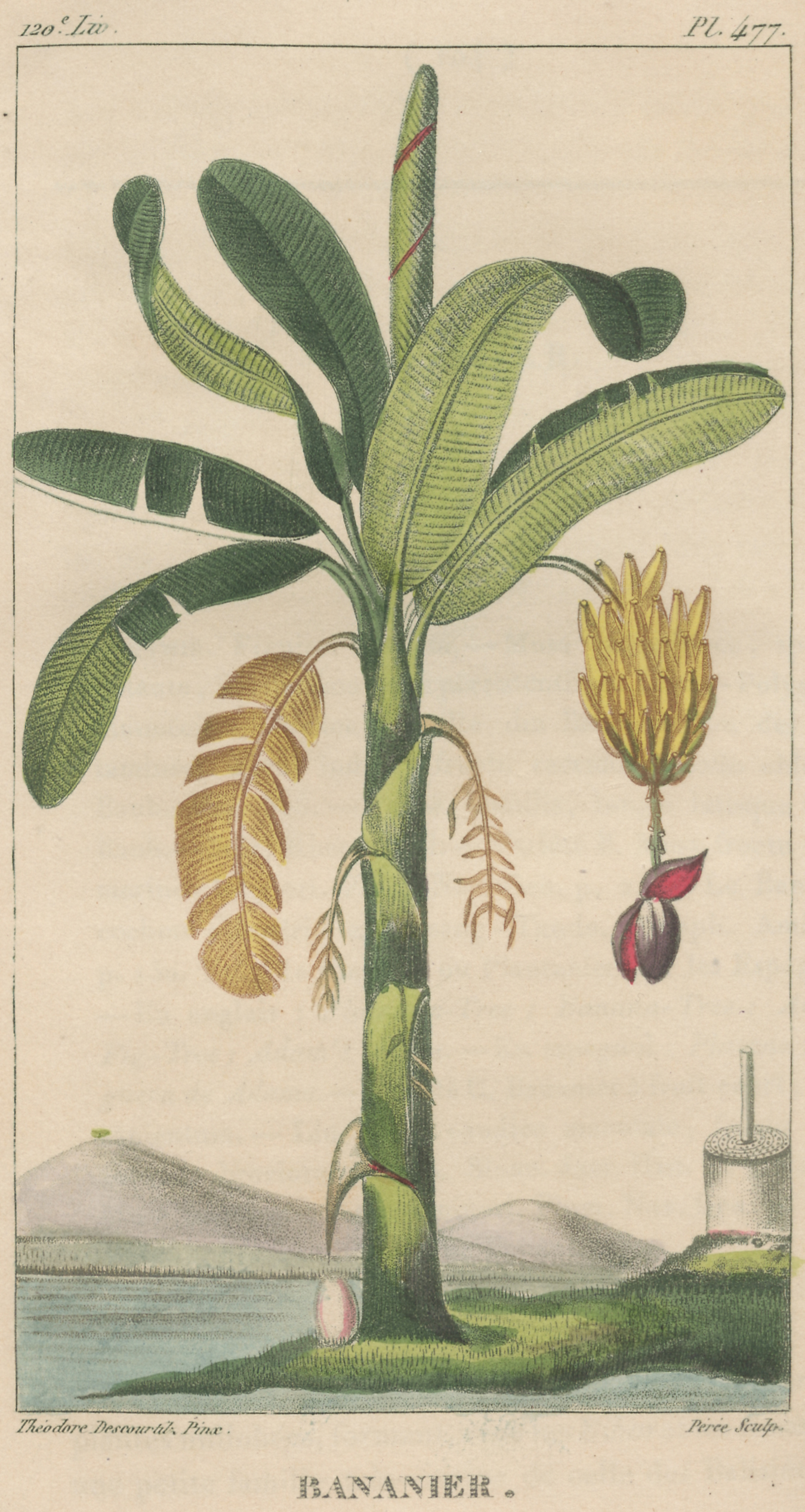
Bananier. [http://www.manioc.org/patrimon/FCL18021 extrait de l'ouvrage Flore médicale des Antilles, ou traité des plantes usuelles des colonies françaises, anglaises, espagnoles et portugaises. Tome premier

Michel Étienne Descourtilz (25 novembre 1777 à Boiste près de Pithiviers - 3 avril 1839 à Paris) était un médecin français, botaniste et historiographe de la Révolution haïtienne. Il était le père de l'illustrateur Jean-Théodore Descourtilz, avec qui il a parfois collaboré.
En 1799, après avoir terminé ses études de médecine, il a voyagé à Charleston, Caroline du Sud et à Santiago de Cuba, avant d'arriver en Haïti le 2 avril. Bien qu'en possession d'un passeport de Toussaint Louverture et malgré son rôle de médecin au sein des forces de Jean-Jacques Dessalines, il était constamment en danger. Ses collections de plantes venaient pour la plupart d'une zone située de Port-au-Prince au Cap-Haïtien et le long de la rivière Artibonite. Ses collections d'histoire naturelle et de nombreux dessins ont été détruits au cours de la révolution[réf. nécessaire]. En 1803, il est retourné en France où il a travaillé comme médecin dans un hôpital à Beaumont et a présidé la Société linnéenne à Paris.
En tant que taxinomiste, il circonscrit le genre Nauchea (famille des Fabaceae).

## Sources et références
- (en) Cet article est partiellement ou en totalité issu de l’article de Wikipédia en anglais intitulé « Michel Étienne Descourtilz » (voir la liste des auteurs).

1. ↑  Le nom du village de Boiste apparait dans la bibliographie produite de son vivant ;  c'est probablement Boësses (Gâtinais), où la famille avait un château, d'après Cousseau et Kiener, 2019.
2. ↑  Paris, État civil reconstitué, vue 24/51.
3. ↑  Jean Théodore Descourtilz data.BnF.fr
4. ↑  Symb. antill par Ignatz Urban
5. ↑  BnF.Gallica
6. ↑  Nauchea Descourt. Tropicos